# Liste der Bodendenkmale in Hartenstein (Sachsen)
In der Liste der Bodendenkmale in Hartenstein sind die Bodendenkmale der Stadt Hartenstein und ihrer Ortsteile nach dem Stand der Auflistung von Volkmar Geupel aus dem Jahr 1983 aufgelistet. Eventuelle Änderungen und Ergänzungen, insbesondere aus der Zeit nach der Wende, sind nicht berücksichtigt, da für Sachsen aktuell keine neueren allgemein zugänglichen Bodendenkmallisten vorliegen. Die Baudenkmale sind in der Liste der Kulturdenkmale in Hartenstein (Sachsen) aufgeführt.
| Denkmal-ID | Fundart            | Ortsteil    | Bezeichnung                                              | Zeitstellung | Lage                                                                     | Bemerkungen | Bild |
| ---------- | ------------------ | ----------- | -------------------------------------------------------- | ------------ | ------------------------------------------------------------------------ | --- | ---- |
| ?          | Befestigung > Burg | Hartenstein | Wehranlage „Schloss“, „Schlossberg“, „Hagk“, „Haagsberg“ | Mittelalter  | östlich im Ort auf einem Bergsporn über dem Thierfelder Bach             | Höhenburg in Spornlage, durch Schloss überbaut und verändert, Vor- und Hauptburg, Abschnittsgraben nördlich und nordöstlich der Vorburg, Schutz seit 18. Januar 1971                                             |      |
| ?          | Befestigung > Burg | Hartenstein | Wehranlage „Schloss Stein“, „Wallteich“                  | Mittelalter  | südwestlich des Orts auf einer Felsklippe in der Aue der Zwickauer Mulde | Kombination aus Höhenburg in Gipfellage und Niederungsburg, ursprüngliche Bausubstanz im oberen Teil erhalten, unterer Teil durch Schloss überbaut und verändert, Graben im Westen, Schutz seit 18. Januar 1971  |      |
| ?          | Befestigung > Burg | Stein       | Wehranlage „Ur-Stein“, „Eichleithe“, „Eichlehde“         | Mittelalter  | westlich des Orts am Hochufer der Zwickauer Mulde                        | Höhenburg in Talrandlage, Wall im Westen, Norden und Osten, davor Abschnittsgraben von Südwesten über Westen und Norden nach Nordosten, davor weiterer Wall im Norden und Nordosten, Schutz seit 15. August 1958 |      |
| ?          | Befestigung > Burg | Thierfeld   | Wasserburg „Wohl“                                        | Mittelalter  | südlicher Ortsausgang, Aue des Thierfelder Bachs                         | ovale, ummauerte Niederungsburg, ursprünglich umlaufender Graben im Westen verfüllt, Außenwall, Schutz seit 15. August 1958                                                                                      |      |
| ?          | Befestigung > Burg | Thierfeld   | Wasserburg „Wohlteich“, „Wall“, „Waal“, „Abtei“          | Mittelalter  | nördlich im Ort, Wiesenaue des Thierfelder Bachs                         | rechteckige Niederungsburg mit umlaufendem wasserführendem Graben und umlaufendem Damm, Schutz seit 15. August 1958                                                                                              |      |
| ?          | Befestigung > Burg | Zschocken   | Wasserburg „Walgut“, „Wallgut“                           | Mittelalter  | südwestlicher Ortsteil, Aue des Zschocken-Wildenfels-Schönauer Bachs     | Niederungsburg mit befestigtem Hof, ursprünglich umlaufender Graben, völlig eingeebnet, Schutz seit 15. August 1958                                                                                              |      |
| ?          | Befestigung > Burg | Zschocken   | Wasserburg „Waal“, „Wohl“, „Insel“                       | Mittelalter  | Ortsmitte, Aue des Zschocken-Wildenfels-Schönauer Bachs                  | runde Niederungsburg mit umlaufendem Graben (im Osten durch Weg gestört), Außenwall verschliffen, Schutz seit 15. August 1958                                                                                    |      |